# Andy Blankenbuehler
Andy Blankenbuehler (Estados Unidos, 7 de março de 1970) é um dançarino e coreógrafo norte-americano.